# Libnotes adicia
Libnotes adicia là một loài ruồi trong họ Limoniidae. Chúng phân bố ở miền Australasia.